# Hieracium microcymoides
Hieracium microcymoides es una especie de planta con flor del género Hieracium, de la familia Asteraceae, orden Asterales.

## Distribución
Hieracium microcymoides se distribuye por Suecia.

## Taxonomía
Fue descrita científicamente por Johanss. y Sam.